# Divisió administrativa d'Irlanda del Nord
Actualment la divisió administrativa d'Irlanda del Nord consisteix en 26 districtes per a finalitats d'administració i govern local. Els districtes van ser implantats en 1973 per substituir el sistema de comtats administratius creat en 1898.

## Història
Un llei del govern local d'Irlanda aprovat pel parlament del Regne Unit en 1898 (Local Government Act 1898 - 61 & 62 Vict. c. 37) va ser el marc inicial per a l'establiment d'un sistema de govern local a Irlanda (similar al que va ser creat a Gran Bretanya) i la formació dels comtats administratius i els seus estatuts en tota l'illa. Els sis comtats administratius establits en l'actual Irlanda del Nord, corresponien exactament als comtats tradicionals existents en l'època. També foren creades dues ciutats amb estatut de comtat (county boroughs), Belfast i Derry.
En l'inici del segle xx, tota l'illa d'Irlanda pertanyia al Regne Unit. Diverses vegades els irlandesos van discutir i van lluitar per la independència. Finalment, el 6 de desembre de 1921 s'aprovà el Tractat Angloirlandès. Actualment Irlanda és un país independent pertanyent al Regne Unit (dominion status), i als 6 comtats del nord, de majoria protestant, se'ls va permetre prendre les seves pròpies decisions. El nou país va passar a ser anomenat Estat Lliure d'Irlanda (anglès: Irish Free State, gaèlic irlandès: Saorstát Éireann). El 12 de desembre de 1922, els sis comtats del nord (actual Irlanda del Nord) van votar i van decidir tornar al Regne Unit.
La separació d'Irlanda del Nord de la República d'Irlanda va dividir la província històrica d'Ulster en dues parts: la major (amb 6 comtats en l'època de separació) i l'actual Irlanda del Nord i la menor (3 comtats), són actualment dues parts discontínues de la República d'Irlanda. Per contra, Irlanda del Nord és freqüentment esmentada com Ulster o província del Regne Unit; aquests termes poden causar confusió, una vegada que una part de la província històrica de l'Ulster es fa part de la República d'Irlanda.
La mesura actual del govern local d'Irlanda del Nord, amb 26 districtes, va ser establerta en 1973 per 2 actes del govern local d'Irlanda del Nord aprovat pel parlament del Regne Unit en 1971 i 1972. Aquesta mesura substitueix el sistema de comtats administratius establerts en 1898.

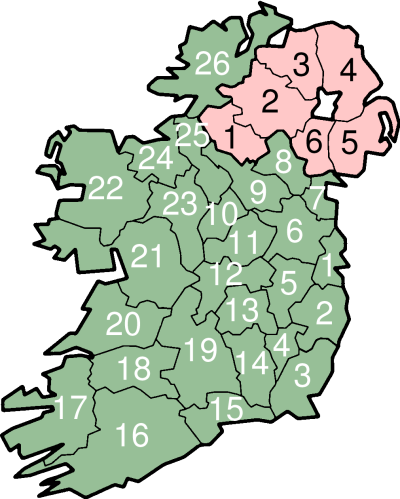
Comtats tradicionals i administratius d'Irlanda del Nord (en rosat).

## Comtats
Els sis comtats tradicionals i antics comtats administratius d'Irlanda del Nord eren:
1. Comtat de Fermanagh
2. Comtat de Tyrone
3. Comtat de Derry
4. Comtat d'Antrim
5. Comtat de Down
6. Comtat d'Armagh

Per a finalitats administratives, existien a més dues ciutats amb estatut de comtat (county-borough), Belfast i Derry.
Els comtats administratius ja no són usats per a finalitats de govern local o administratiu i només s'usen amb prou feines per a algunes finalitats específiques. Per a finalitats administratives van ser creats en 1973, els 26 districtes.

## Districtes

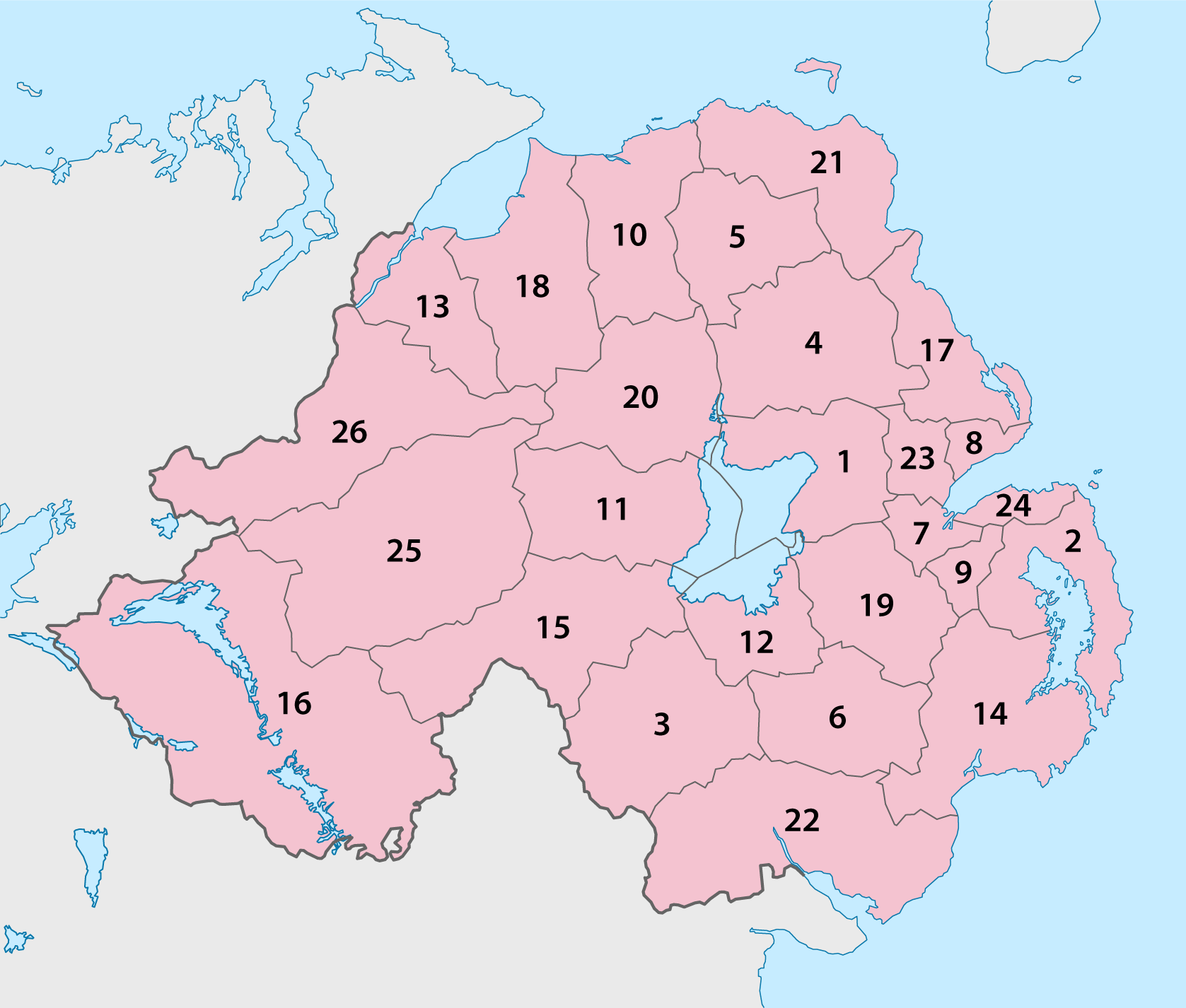
districtes d'Irlanda del Nord

Els 26 districtes d'Irlanda del Nord són:
| 1. Antrim 2. Ards 3. Armagh 4. Ballymena 5. Ballymoney 6. Banbridge 7. Belfast 8. Carrickfergus 9. Castlereagh 10. Coleraine 11. Cookstown 12. Craigavon 13. Derry | 1. Down 2. Dungannon i Tyrone Sud 3. Fermanagh 4. Larne 5. Limavady 6. Lisburn 7. Magherafelt 8. Moyle 9. Newry i Mourne 10. Newtownabbey 11. North Down 12. Omagh 13. Strabane |  |

## Història
El model actual de govern local a Irlanda del Nord, amb 26 consells locals es va establir el 1973 amb la Llei de Govern Local d'Irlanda del Nord (Límits) de 1971 i Llei de Govern Local d'Irlanda del Nord de 1972 per reemplaçar el sistema anterior establert per la Llei de Govern Local d'Irlanda de 1898. El sistema es basa en les recomanacions de l'Informe Macrory, de juny de 1970, el que pressuposa l'existència del Govern d'Irlanda del Nord perquè actuï com una autoritat a nivell regional.
De 1921 a 1973, Irlanda del Nord estava dividida en sis comtats administratius (subdividits en urbans i rurals) i dos county boroughs. Els comtats i ciutats- comtat segueixen existint als efectes de l'lloctinència i shrievalty. Aquest sistema, amb l'abolició dels districtes rurals, segueix sent el model de govern local a la República d'Irlanda.

## Eleccions
Els consellers són elegits per a un mandat de quatre anys sota el sistema de vot únic transferible (STV). Les últimes eleccions es van dur a terme el maig de 2011 i es tornaran a convocar el maig de 2015. Per a ser elegible, un candidat a conseller ha de reunir els requisits: 
- ha de tenir almenys 18 anys
- ha de ser Ciutadà britànic, ciutadà irlandès, de la Commonwealth o de la Unió Europea.

A més, ha de:
- ser un elector local de districte, o
- tenir, durant la totalitat dels dotze mesos anteriors a l'elecció, terres en propietat o en ocupació al districte, o bé residir o treballar al districte.

Els resultats de les darreres eleccions, celebrades el 5 de maig de 2011, foren:
|  | Partit                     | Escons obtinguts | Canvi des de 2005 | %     | Canvi des de 2005 |
|  | -------------------------- | ---------------- | ----------------- | ----- | ----------------- |
|  | DUP                        | 175              | -3                | 27,2% | -2,4%             |
|  | Sinn Féin                  | 138              | +9                | 24,8% | +1,5%             |
|  | UUP                        | 99               | -16               | 15,2% | -2,7%             |
|  | SDLP                       | 87               | -14               | 15,0% | -2,4%             |
|  | Alliance                   | 44               | +14               | 7,4%  | +2,5%             |
|  | Traditional Unionist Voice | 6                | +6                | 2,0%  | +2,0%             |
|  | Green (NI)                 | 3                | —                 | 1,0%  | +0,1%             |
|  | PUP                        | 2                | —                 | 0,6%  | -0,1%             |
|  | UKIP                       | 1                | +1                | 0,4%  | +0,4%             |
|  | Altres Partits             | 0                | -3                | 1,3%  | -0,1%             |
|  | Independent                | 27               | +6                | 5,1%  | +1,6%             |
|  | TOTAL                      | 582              |                   |       |                   |